# Shinrei Tantei Yakumo
Shinrei Tantei Yakumo (心霊探偵 八雲, Psychic Detective Yakumo) é um romance de Manabu Kaminaga publicado em Nihon Bungeisha com ilustrações de  Suzuka Oda. O livro foi adaptado em duas séries de mangá, um anime, uma série dramática de ação ao vivo e uma peça de teatro. Conta a história de um estudante universitário, Saitou Yakumo, que nasceu com olhos de cores diferentes. Seu olho esquerdo vermelho lhe dá uma habilidade especial e o permite ver espíritos. Ele acredita que os espíritos estão ligados à terra por uma determinada causa e eliminando essa causa permitirá que tais seres descansem em paz. Sendo solicitado para ajudar Haruka Ozawa, começam uma investigação em conjunto.